# メローペ (小惑星)
メローペ (1051 Merope)は、小惑星帯に位置する小惑星の1つである。ドイツのハイデルベルク天文台でカール・ラインムートによって発見された。名前はギリシャ神話のプレイアデスのメロペーに由来する。